# Eefde
Eefde est un village situé dans la commune néerlandaise de Lochem, dans la province de Gueldre. Le 1er janvier 2009, le village comptait 4 242 habitants.